# Amile Jefferson
Amile O. Jefferson (ur. 7 maja 1993 w Filadelfii) – amerykański koszykarz, występujący na pozycji silnego skrzydłowego, od 2023 asystent trenera Boston Celtics.
W 2011 zdobył złoty medal podczas międzynarodowego turnieju Adidas Nations. Rok później wystąpił w dwóch meczach gwiazd amerykańskich szkół średnich – McDonald’s All-American i Derby Classic. W drugim z wymienionych został uznany MVP. Przez dwa lata był wybierany najlepszych zawodnikiem szkół średnich stanu Pensylwania (Pennsylvania Gatorade Player of the Year - 2011, 2012). W 2012 został zaliczony do II składu All-USA przez USA Today.
W barwach Minnesoty Timberwolves nie rozegrał żadnego spotkania, występował jedynie w zespole G-League – Iowa Wolves.
7 sierpnia 2018 podpisał umowę z Orlando Magic na występy zarówno w NBA, jak i zespole G-League – Lakeland Magic. 6 lutego 2020 opuścił klub.
21 czerwca 2023 został asystentem trenera Boston Celtics.

## Osiągnięcia
Na podstawie, o ile nie zaznaczono inaczej.
NCAA
- Mistrz NCAA (2015)[6]
- Uczestnik rozgrywek:
  - Elite 8 turnieju NCAA (2013, 2015)
  - turnieju NCAA (2013–2015, 2017)
- Mistrz konferencji Atlantic Coast (ACC – 2017)
- Zaliczony do II składu ACC (2014, 2017)
- Lider ACC ze skuteczności rzutów za 2 punkty (2014)[7]

Indywidualne
- Zaliczony do:
  - I składu:
    - debiutantów G-League (2018)[8]
    - turnieju NBA D-League Showcase (2018)

  - II składu G-League (2018)[8]
  - III składu G-League (2019)[9]
  - składu Midseason All-NBA G League Western Conference (2018)
- Lider G-League w zbiórkach (2018)

Reprezentacja
- Uczestnik kwalifikacji do mistrzostw:
  - świata (2017, 2019)
  - Ameryki (2021)